# مارتينا هاغ
مارتينا هاج (بالسويدية: Martina Haag)‏ مولودة باسم هيلين مارتينا أوسما في 9 يونيو 1964 في ليدينجو. هي ممثلة ومؤلفة سويدية. مثلت في فيلم Underbar och älskad av alla في 2005. حيث كتب الفيلم بناء على كتابها الجديد الذي يحمل نفس الاسم.  شاركت في برنامج Let's Dance 2018 على قناة TV4 السويدية .
تزوجت مارتينا من المذيع التلفزيوني إريك هاج.

## كتبها
- 2004: Hemma hos Martina
- 2005: Underbar och älskad av alla (och på jobbet går det också jättebra)
- 2006: Martina-koden
- 2008: I en annan del av Bromma
- 2010: Fånge i hundpalatset
- 2011: Glada hälsningar från Missångerträsk
- 2012: Heja, Heja!
- 2015: Det är något som inte stämmer

## فيلموغرافيا
الأفلام
- 1995: Älskar, älskar inte
- 1997: Adam & Eva
- 1997: Selma & Johanna - en roadmovie
- 2000: Det blir aldrig som man tänkt sig
- 2000: Naken
- 2001: Känd från TV
- 2005: Halva sanningen
- 2007: Underbar och älskad av alla
- 2010: Toy Story 3 (voice over in Swedish)

أعمال تلفازيونية
- 1996: Percy tårar
- 1996: Pentagon (TV series)
- 1997: Silvermannen
- 2001: Heja Björn

## وصلات خارجية
- مارتينا هاغ على موقع IMDb (الإنجليزية)
- مارتينا هاغ على موقع ألو سيني (الفرنسية)
- مارتينا هاغ على موقع أول موفي (الإنجليزية)
- مارتينا هاغ على موقع قاعدة بيانات الأفلام السويدية (السويدية)
- مارتينا هاغ على موقع قاعدة بيانات الفيلم (الإنجليزية)
- مارتينا هاغ على موقع كينوبويسك (الروسية)

لحياة]]